# 帕紹市政廳

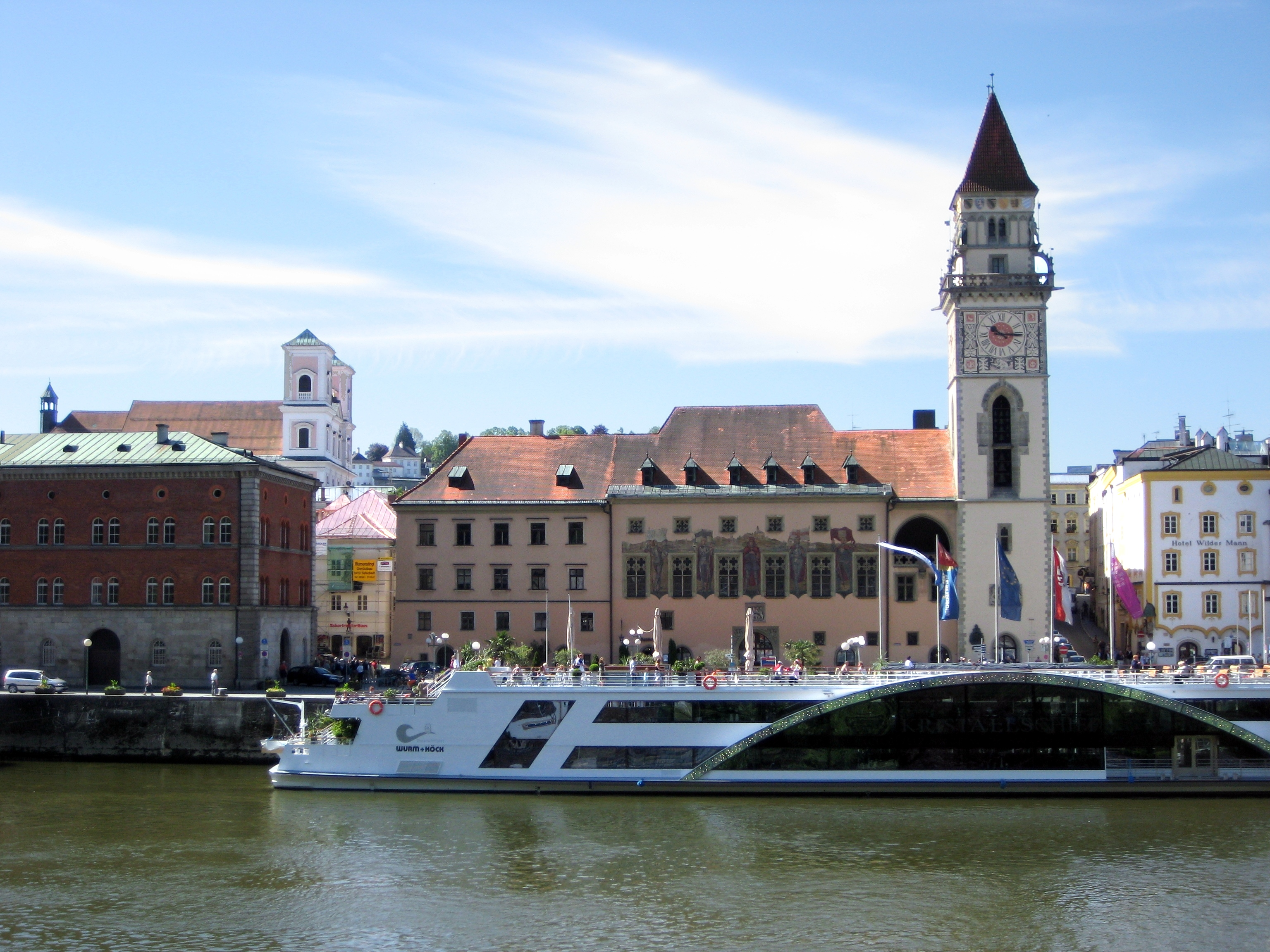

帕紹市政廳（德語：Passauer Rathaus）是位於德國城市帕紹舊城區的一座建築，也是帕紹的市政廳。帕紹市政廳由三座建築組成。
48°34′29″N 13°28′08″E / 48.574772°N 13.468828°E